# 薛愚

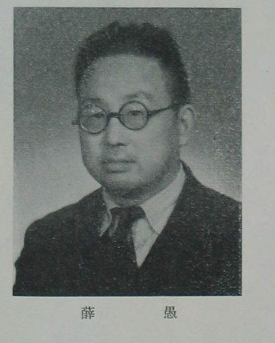
薛愚近照

薛愚（1894年11月24日—1988年1月17日），男，湖北襄阳人，中华人民共和国药物学家，化学家，曾任九三学社中央委员会常务理事，九三学社北京市分社主任理事。

## 生平
1954年，当选第一届全国人民代表大会代表。